# Melanagromyza pasiensis
Melanagromyza pasiensis är en tvåvingeart som beskrevs av Spencer 1986. Melanagromyza pasiensis ingår i släktet Melanagromyza och familjen minerarflugor.
Artens utbredningsområde är Thailand. Inga underarter finns listade i Catalogue of Life.